# Catedral de la Natividad de Cristo (Starodub)
La catedral de la Natividad de Cristo (en ruso: Собор Рождества Христова) es un templo ortodoxo ruso en la ciudad de Starodub del óblast de Briansk, Rusia.

## Historia
El templo fue construido en el lugar de una iglesia de madera en 1617, que se quemó en un gran incendio en la ciudad en 1677, cuando Starodubshchyna formaba parte del Hetmanato cosaco. Desde principios del siglo XVIII se convirtió en la iglesia catedral de Starodub y, durante la época hetmanato, en la catedral del regimiento de Starodub.
En 1744 el edificio se incendió, pero su arquitectura no cambió durante su restauración.
En la época soviética, el templo estaba cerrado y utilizado como almacén. Sin embargo, en la década de 1980 se reanudó el servicio y cerca se construyó un pequeño campanario.
En el verano de 2013, la cubierta tradicional del templo hecha de hierro blanco fue reemplazada por una cubierta de color dorado, y se instalaron nuevas cruces de Moscú de ocho puntas. Todas estas renovaciones provocaron protestas de los historiadores, que criticaron el borrado del barroco ucraniano en Rusia.

## Arquitectura
La catedra en estilo barroco ucraniano cuenta con una cúpula de tres tramos. El edificio fue construido en ladrillo y posteriormente revocado.  

## Galería

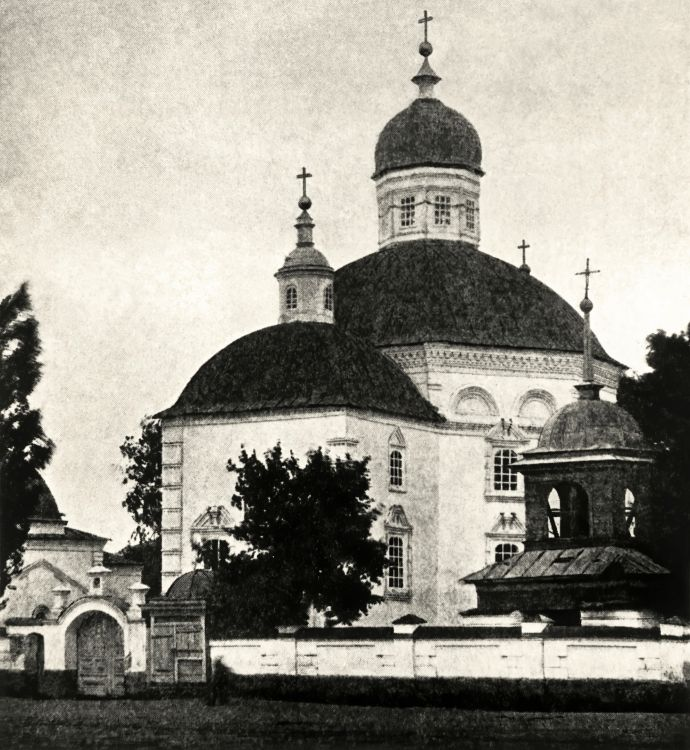
Catedral antes de 1918
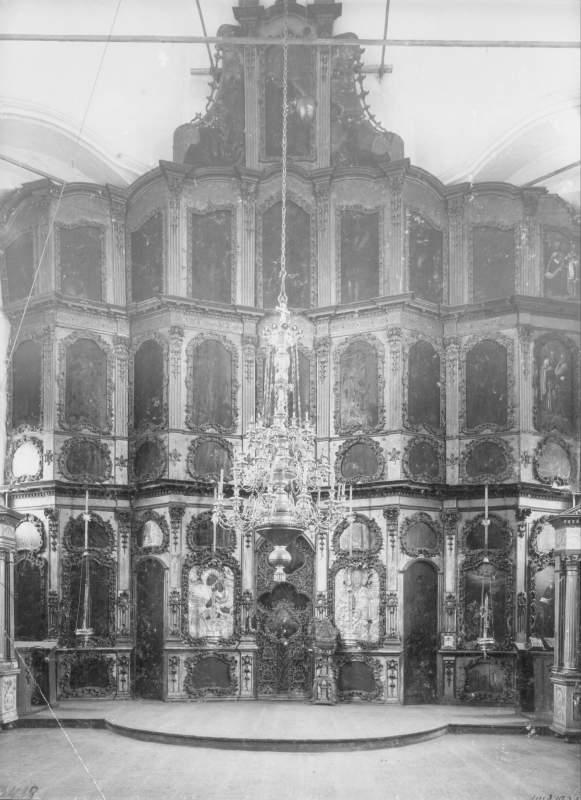
Iconostasio en 1908
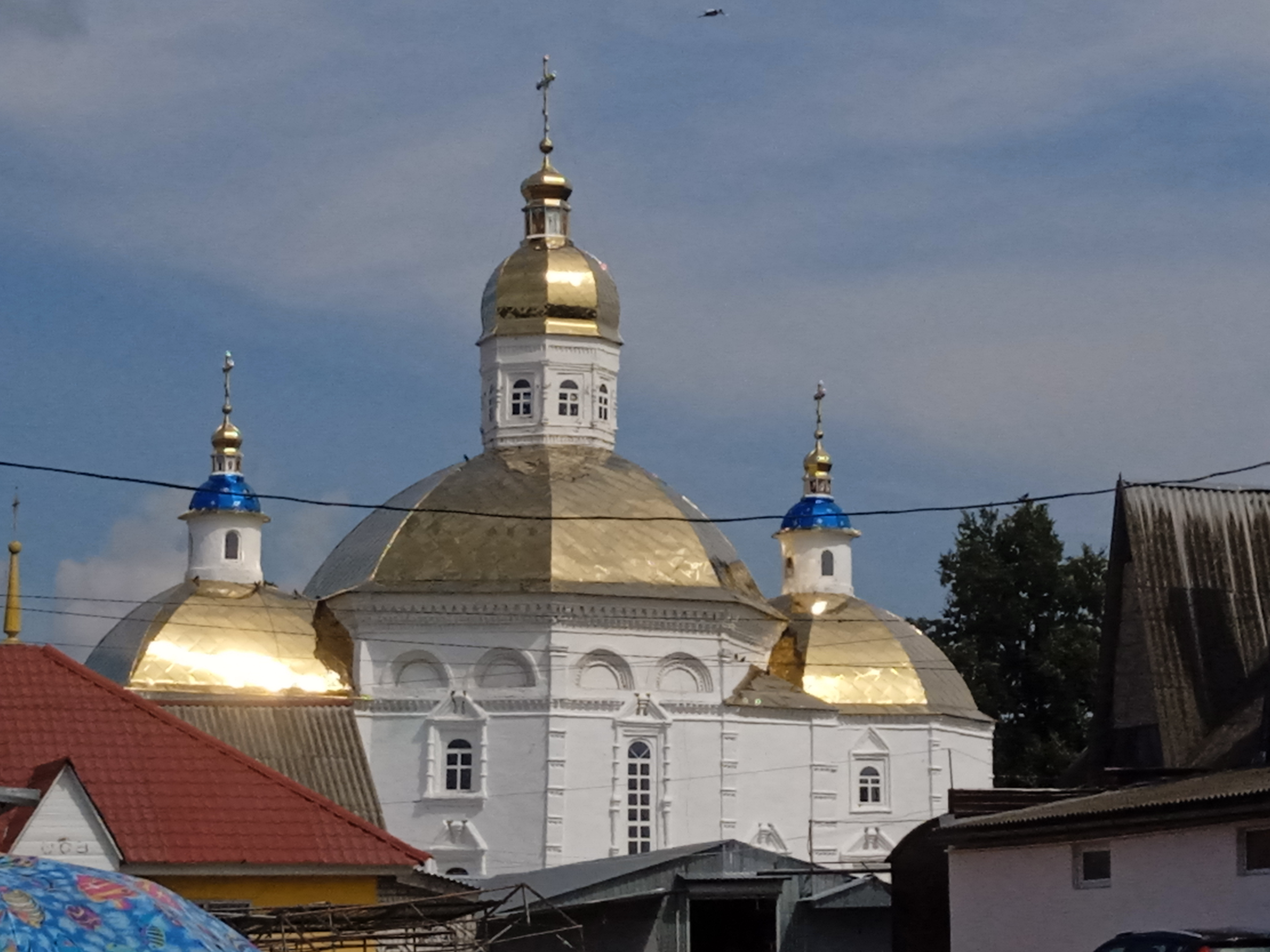
Cúpulas doradas instaladas en 2013